# Крибштайн
Крибштайн (нем. Kriebstein) — община в Германии, в земле Саксония. Подчиняется административному округу Хемниц. Входит в состав района Средняя Саксония. Население составляет 2199 человек (на 31 декабря 2014 года). Занимает площадь 31,00 км².
Коммуна подразделяется на 8 сельских округов.

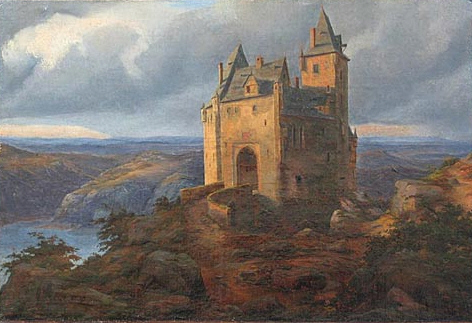
Замок Крибштайн. Картина Карла Фридриха Лессинга. Ок. 1840 г.